# Carlo Innocenzo Frugoni
Carlo Innocenzo Frugoni (Genova, 21 novembre 1692 – Parma, 20 dicembre 1768) è stato un librettista e poeta italiano.

## Biografia
Carlo Innocenzo Frugoni nacque a Genova nel 1692. Di famiglia nobile, fu ammesso ancor giovane nell'Ordine dei Somaschi, del quale farà parte fino al 1731. Successivamente entrò nell'Accademia dell'Arcadia con il nome di Comante Eginetico. Dal 1725 iniziò la sua carriera di poeta e librettista presso la corte del Ducato di Parma, all'epoca governato dalla famiglia Farnese. A causa della Guerra di successione austriaca nel 1749 soggiornò per un breve periodo a Venezia. Tornato a Parma, fu al servizio del duca Filippo di Borbone in qualità di poeta e librettista di corte e, successivamente, anche come segretario dell'Accademia delle Belle Arti. Conversatore brillante e colto si avvicinò all'illuminismo grazie a Condillac, che visse a Parma fra il 1758 e il 1767.

## Poetica
Frugoni scrisse la maggior parte dei suoi libretti per il teatro parmigiano. Dei suoi scritti alcuni sono rielaborazioni di lavori di altri librettisti. Insieme al direttore del teatro, al ministro Guillaume du Tillot, e al compositore Tommaso Traetta fece dei tentativi per riformare il melodramma italiano sul modello della tragédie lyrique francese (ossia inserendo cori, danze e recitativi accompagnati), che però non ebbero un successo duraturo.
Nei componimenti poetici di Frugoni si ritrova un certo intento civile, derivato dai modelli di Gabriello Chiabrera e persino dalle canzoni civili di Petrarca.
Trattò pure temi scientifici e morali, esibendo grande padronanza nell'utilizzare soluzioni metriche e ritmiche diverse. Ma il suo verso preferito anche nella poesia lirica fu l'endecasillabo sciolto, che, grazie a lui, divenne il verso principale del Classicismo e si trasmise al Romanticismo.

## Libretti
- I conforti di Maria Vergine (musicato da Giacomo Antonio Perti, 1723)
- Il trionfo di Camilla (musicato da Leonardo Leo, 1725)
- I fratelli riconosciuti (musicato da Giovanni Maria Capelli, 1726)
- Il Medo (musicato da Leonardo Vinci, 1728; musicato da Girolamo Abos, 1753)
- Scipione in Cartagine (musicato da Geminiano Giacomelli, 1728)
- Lucio Papirio dittatore (revisione di un libretto di Apostolo Zeno; musicato da Geminiano Giacomelli, 1729)
- Gli Incas nel Perù (pasticcio, compositore sconosciuto)
- Ippolito ed Aricia (revisione di un libretto di Simon-Joseph de Pellegrin; musicato da Tommaso Traetta, 1759; musicato da Ignaz Holzbauer, 1759)
- I Tindaridi (revisione di un libretto di Pierre-Joseph Bernard; musicato da Tommaso Traetta, 1760)
- Le feste d'Imeneo (musicato da Tommaso Traetta, 1760)